# Big☆Bang!!!
『Big☆Bang!!!』（ビッグバン）は、中川翔子の1枚目のオリジナルアルバム。
2008年3月19日にソニー・ミュージックレコーズより発売された。販売元はソニー・ミュージックディストリビューション。

## 概要
中川翔子にとって、初のオリジナルアルバムである。ちなみに、中川はこの作品以前にカヴァー・ミニアルバムをリリースしているので、アルバム作品としては通算3作目になる。ミニアルバムと同じく、「CD」および「CD+DVD」の2パターンで発売された。付属DVDには「スカシカシパンすこし変?」や、中川翔子のデビューしてから今までの歌手としての軌跡の映像で構成された「calling location」のビデオクリップが収録。
構成は、シングルからデビュー曲『Brilliant Dream』をはじめ、『ストロベリmelody』、『空色デイズ』、『snow tears』のメインタイトル4曲と『空色デイズ』のカップリング曲「happily ever after」の計5曲、スポーツうるぐすテーマ曲「We can do it!!」をはじめとする新曲含む全12曲を収録。なお、うち1曲は『スカシカシパン』のテーマソングで、タレントの山田五郎が作詞・作曲をし歌にも参加した「スカシカシパンすこし変?」がボーナストラックとして収録。
楽曲提供には「空色デイズ」などの作詞を担当したmeg rockをはじめ、バンドメンバーである加藤大祐・黒須克彦・nishi-kenを中心とした作家陣が参加している。

## 収録内容

### 通常盤（CD）
1. We can do it!! [3:44]
作詞：mavie,中川翔子／作曲：黒須克彦／編曲：齋藤真也
日本テレビ「スポーツうるぐす」テーマソング　2008年2月～3月
2. 空色デイズ [4:11]
作詞：meg rock／作曲・編曲：齋藤真也
3rdシングル　テレビ東京系アニメ「天元突破グレンラガン」オープニングテーマ
3. 恋の記憶 [4:04]
作詞：meg rock／作曲・編曲：加藤大祐
4. snow tears [4:54]
作詞：1pack market、中川翔子／作曲：鈴木大輔／編曲：nishi-ken
4thシングル　フジテレビ、ノイタミナアニメ「墓場鬼太郎」エンディングテーマ
5. Brilliant Dream -shoko☆planet mix- [4:40]
作詞・作曲：sabohani／編曲：nishi-ken
1stシングル　アニメ「吉宗」オープニングテーマ
本作はシングルとは異なるアレンジのremixバージョンとなっている。
6. フルーツポンチ [4:08]
作詞：花れん／作曲：小林治郎／編曲：加藤大祐
2006年10月～2007年9月に放送されていたラジオ大阪系「しょこたんごっこ」の初代オープニング
本作にて初CD化だが、歌詞と編曲がラジオバージョンと異なる。
7. ストロベリmelody [5:17]
作詞：渡邉亜希子、中川翔子／作曲・編曲：Shinnosuke
2ndシングル　TBS「ワナゴナ」テーマソング
8. pretty please chocolate on top [4:44]
作詞：meg rock／作曲：YOFFY／編曲：大石憲一郎
「呪文降臨〜マジカル・フォース」の作曲者であるYOFFYに、同曲のような「魔法少女っぽいイメージで」[1]、「ツンデレの魔女っ子みたいな曲」[2]と中川が依頼して制作された。
9. calling location [3:42]
作詞：meg rock／作曲・編曲：黒須克彦
エイリアン展のイメージソング　2008年3月20日 - 6月16日　日本科学未来館
「空色デイズ」「happily ever after」に続く「しょこロック」第3弾として、「天元突破グレンラガン」の世界観をイメージして制作された曲。ただし同アニメの主題歌・挿入歌等で使用されているわけではない。
当アルバムの実質的な表題曲。
10. happily ever after [3:29]
作詞：meg rock／作曲・編曲：黒須克彦
3rdシングルカップリング曲　テレビ東京系アニメ「天元突破グレンラガン」挿入歌
11. starry pink [5:35]
作詞：中川翔子、meg rock／作曲・編曲：nishi-ken
初めて中川が自らメインで作詞を担当した曲。2007年秋に行ったコンサートの感動を思い起こして書いたという[3][2]。
12. スカシカシパンすこし変?（ボーナストラック） [2:37]
作詞・作曲：山田五郎／編曲：加藤大祐
アニメ「スカシカシパンマン」テーマソング
中川がレギュラー出演中のJ-WAVE「東京REMIX族」にて、中川が夢中になっているスカシカシパンの話をしたところ、同番組で共演しているパーソナリティの山田五郎が冗談半分で同曲を制作し、同番組内で発表したところリスナーの反響を呼び、CD化されることになった[要出典]。
2008年3月29日発表の週間HIT J-POP USENチャートにて3位[要出典]。

### 限定盤（CD + DVD）
Disc-1
1. We can do it!!
2. 空色デイズ
3. 恋の記憶
4. snow tears
5. Brilliant Dream -shoko☆planet mix-
6. フルーツポンチ
7. ストロベリmelody
8. pretty please chocolate on top
9. calling location
10. happily ever after
11. starry pink
12. スカシカシパンすこし変?（ボーナストラック）

Disc-2
1. calling location -image music video-
2. スカシカシパンすこし変? -image music video-